# ادگار آینزورث (بازیکن فوتبال)
ادگار آینزورث (انگلیسی: Edgar Ainsworth؛ 1910 – ۱۹۵۲ (۴۱−۴۲ سال)) بازیکن فوتبال اهل بریتانیا بود.
از باشگاه‌هایی که در آن بازی کرده‌است می‌توان به باشگاه فوتبال هال سیتی و باشگاه فوتبال یورک سیتی اشاره کرد.
وی همچنین در تیم ملی فوتبال England Amateur بازی کرده‌است.